# 法蘭西的貝亞特麗絲
貝亞特麗絲·德·法蘭西（法語：Béatrice de France，約938年—1003年9月23日），上洛林公爵夫人，偉大的于格的女兒、于格·卡佩的姐姐。

## 家庭
954年，貝亞特麗絲與上洛林公爵腓特烈一世結婚，兩人共有2子1女：
1. 阿達爾貝羅（英语：Adalbero II of Metz）（958年—1005年），梅斯主教
2. 蒂埃里一世（965年—1026/27年），上洛林公爵
3. 伊達（970年—1026年），哈布斯堡伯爵夫人